# Kozlík (České středohoří)
Kozlík je zarostlý kopec v severovýchodní části Českého středohoří, ze kterého je výhled jen směrem na obec Slunečná a v dálce na hrad Bezděz. Kozlík dosahuje výšky 594 metrů nad mořem. Nachází se v geomorfologickém podcelku Verneřické středohoří a okrsku Benešovské středohoří. Má tvar nesouměrné kupy z olivinického čediče. Na vrchol nevede žádná turisticky značená trasa. V minulosti kopec nesl název Kozlí.